# プラグコンピュータ

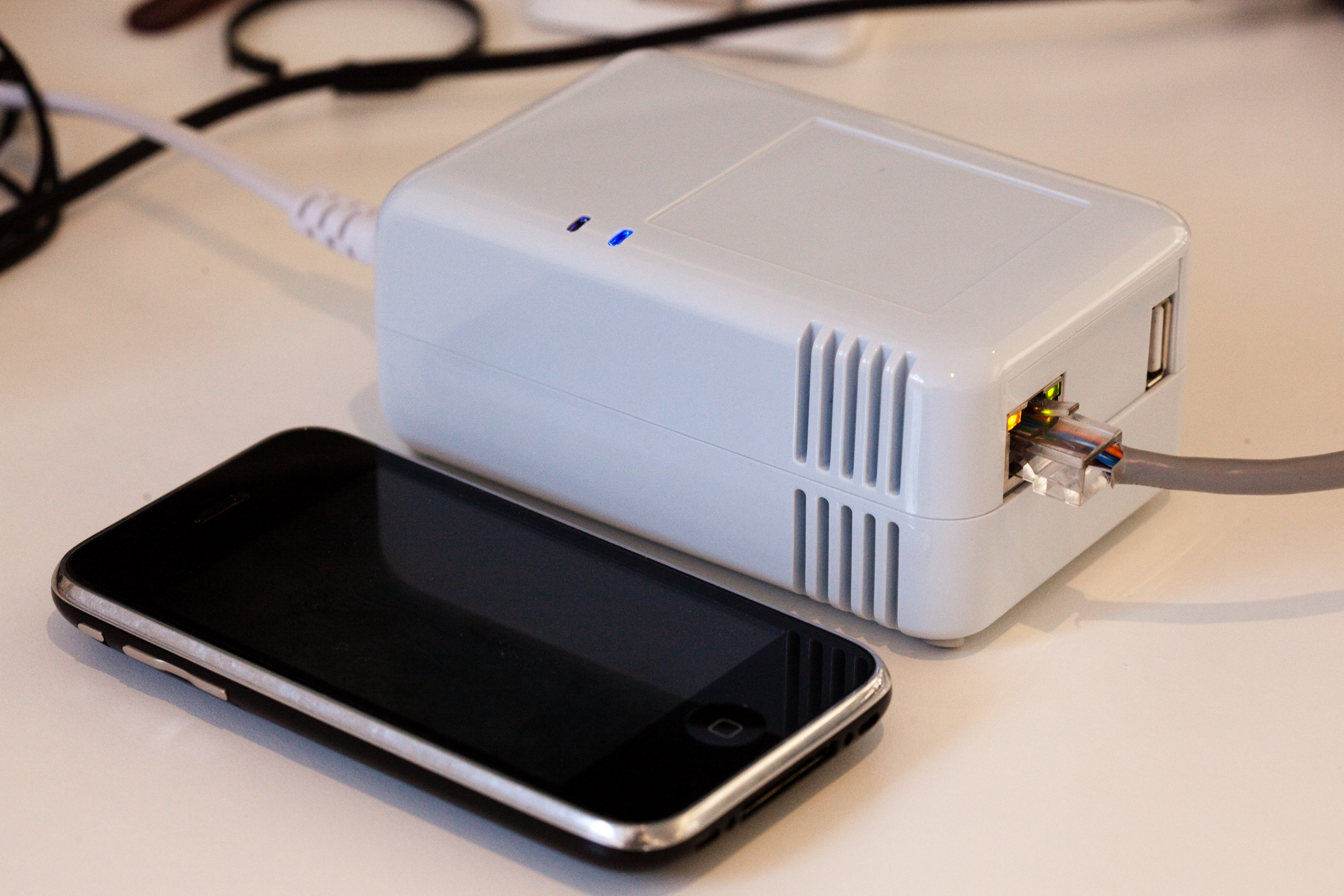
マーベルのSheevaPlugプラグコンピュータ。手前はサイズ比較のためのiPhone（約115mm x 60mm)

プラグコンピュータ (英語: Plug computer) は、アプライアンスの一種で、電源コンセントに直接挿せる小型省電力サーバマシンとして使用することができる、ということからその名がある、構成としては電源アダプタに超小型コンピュータを内蔵一体化させた製品である。

## 歴史
- 2005年3月、マーベル社と、電源機器メーカの富士電機ハイテック（現富士電機）が業務提携[1]
- 2009年1月、構想自体の発表に先立ち、ラスベガスのコンシューマー・エレクトロニクス・ショー(CES)にてクラウドエンジンズ社がその製品Pogoplugを発表した[2]
- 2009年1月、同CESにてCTERA Networksがその製品「CloudPlug」を発表した[3]。
- 2009年2月、マーベル社が「Plug computer」構想を発表し、その製品「SheevaPlug」を発売した[4]。

## プラグコンピュータの一覧
- SheevaPlug と姉妹機種
  - SheevaPlug　
  - SheevaPlug+ かつて発売されていたSheevaPlug に eSATA 端子が追加されたバージョン
  - 玄柴 (KURO-SHEEVA)  かつて玄人志向 より発売されていたバージョン
- グローバルテクノロジー社より発売されている製品
  - GuruPlug　
  - GuruPlugDisplay　（画像出力付）
  - DreamPlug　
  - D2Plug　（画像出力付）
- イオニックスEMS社より発売されている製品
  - Nimbus Plug Computer
  - Strutus
- NASアダプタ　として応用した製品
  - Pogoplug
  - Seagate FreeAgent DockStar
  - CloudPlug